# Râul Glimboca
Râul Glimboca sau Râul Glâmboca este un curs de apă, afluent al râului Bistra

## Hărți
- Harta Munții Poiana Rusca  Arhivat în 12 martie 2010, la Wayback Machine.
- Harta Județului Caraș-Severin